# Ereignisraum (Mechanik)
Als Ereignisraum (englisch: Space of events) wird in einigen Darstellungen der klassischen Mechanik die Erweiterung des Konfigurationsraums {\displaystyle (q_{i})} eines Systems um die Zeit {\displaystyle t} bezeichnet, also das Tupel {\displaystyle (q_{i},t)}, wobei die {\displaystyle q_{i}} die generalisierten Koordinaten sind.
Da in der Relativitätstheorie Raum und Zeit zum Minkowskiraum zusammengefasst werden, wird entsprechendes durch den Ereignisraum auch in der klassischen Mechanik vorbereitet. In der Relativitätstheorie bezeichnet Ereignis (event) einen Punkt in der Raum-Zeit.